# William Hinson Cole

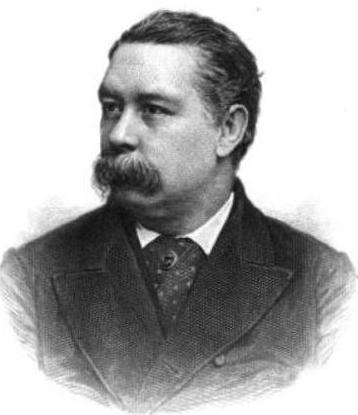
William Hinson Cole

William Hinson Cole (* 11. Januar 1837 in Baltimore, Maryland; † 8. Juli 1886 in Washington, D.C.) war ein US-amerikanischer Politiker. In den Jahren 1885 und 1886 vertrat er den Bundesstaat Maryland im US-Repräsentantenhaus.

## Werdegang
William Cole besuchte zunächst eine private Schule und studierte danach Medizin. Nach einem anschließenden Jurastudium und seiner 1857 erfolgten Zulassung als Rechtsanwalt begann er in Baltimore in diesem Beruf zu arbeiten. Später zog er nach Kansas City im heutigen Kansas, wo er ebenfalls als Anwalt praktizierte. Gleichzeitig schlug er als Mitglied der Demokratischen Partei eine politische Laufbahn ein. Damals wurde er Abgeordneter im Repräsentantenhaus des Kansas-Territoriums. Im Jahr 1860 studierte Cole an der University of Louisiana, der heutigen Tulane University in New Orleans. Während des Bürgerkrieges diente er als Arzt im Heer der Konföderation. In dieser Funktion erlebte er auch die Schlacht von Gettysburg mit. Zwischenzeitlich geriet er in Kriegsgefangenschaft.
Nach dem Krieg kehrte Cole nach Maryland zurück. Im Jahr 1870 war er bei der Stadtverwaltung von Baltimore angestellt. Zwischen 1874 und 1878 war er Verwaltungsangestellter beim Abgeordnetenhaus von Maryland. In den folgenden Jahren stieg Cole in das Zeitungsgeschäft ein. Er war sowohl Reporter als auch Eigentümer bei der Zeitung Baltimore Evening Commercial. Später arbeitete er auch noch für andere Zeitungen in seiner Heimat. Bei den Kongresswahlen des Jahres 1884 wurde er im dritten Wahlbezirk von Maryland in das US-Repräsentantenhaus in Washington gewählt, wo er am 4. März 1885 die Nachfolge von Fetter Schrier Hoblitzell antrat. Dieses Mandat konnte er bis zu seinem Tod am 8. Juli 1886 ausüben. Er wurde in Baltimore beigesetzt.